# سيباستيان تورجوت
سيباستيان تورجوت (بالفرنسية: Sébastien Turgot)‏ ولد بتاريخ 11 أبريل 1984م في ليموج، هو دراج فرنسي في صنف سباق الدراجات على الطريق.

## سباقات أو مراحل فاز بها
| التاريخ        | السباق                         | المركز                      |
| -------------- | ------------------------------ | --------------------------- |
| 01 يناير 2008  | Grand Prix de la Somme 2008    |                             |
| 12 مارس 2008   | طواف إيفواريان دي لا بيكس 2008 | الثاني في التصنيف العام     |
| 12 أكتوبر 2008 | باريس تورز 2008                |                             |
| 25 يوليو 2010  | سباق طواف فرنسا 2010           | السابع في تصنيف النقاط      |
| 19 يونيو 2011  | بوكليس دي لا مايين 2011        |                             |
| 25 فبراير 2012 | طواف نيوشبلاد 2012             | المرتبة 16 في التصنيف العام |
| 23 مارس 2012   | إي ثري هاريل بيك 2012          | العاشر في التصنيف العام     |
| 08 أبريل 2012  | سباق باريس روبيه 2012          | الثاني في التصنيف العام     |
| 29 يوليو 2012  | بولينورماند 2012               | الرابع في التصنيف العام     |
| 23 فبراير 2013 | طواف نيوشبلاد 2013             | المرتبة 18 في التصنيف العام |
| 17 مارس 2013   | ميلان-سان ريمو 2013            | المرتبة 15 في التصنيف العام |

## روابط خارجية
- سيباستيان تورجوت على موقع الاتحاد الدولي للدراجات (الإنجليزية)
- سيباستيان تورجوت على موقع أرشيف الدراجات (الإنجليزية)
- سيباستيان تورجوت على موقع إحصائيات الدراجات الإحترافية (الإنجليزية)
- سيباستيان تورجوت على موقع نسبة الدراجات (الإنجليزية)
- سيباستيان تورجوت على موقع CycleBase (الإنجليزية)